# Magloire Nayral
Magloire Nayral (1789-1857) est un juriste et homme de lettres castrais du XIXe siècle. Il est notamment biographe et historien.

## Biographie
Magloire Nayral nait le 24 octobre 1789 à Castres (Tarn). Il entame une carrière de négociant, mais se reconvertit bien vite en tant que juge de paix dans sa ville natale. En parallèle de cette profession, il devient écrivain, rédigeant principalement des textes historiques et biographique. Son œuvre majeure est ainsi Biographie et chroniques castraises, une œuvre en plusieurs volumes dans laquelle il dresse la biographie de centaines de personnages s'étant illustrés dans l'histoire de la ville. Devenu réputé à Castres, il intègre la Société littéraire et scientifique de Castres à sa création, en 1856. Néanmoins, il meurt dans cette même ville seulement une année plus tard, le 16 décembre 1857. A l'occasion de son décès, la société savante lui rend un vibrant hommage et se met en deuil.
Une rue à Castres porte son nom.

## Œuvres
Magloire Nayral a publié quelques livres, sans toutefois être un auteur prolifique :
- 1833-1837 (en 4 volumes) : Biographie et chroniques castraises ou Biographie castraise ou Tableau historique, analytique et critique des personnages qui se sont rendus célèbres à Castres ou dans ses environs, par leurs écrits, leurs talents, leurs exploits, des fondations utiles, leurs vertus ou leurs crimes ; suivie de chroniques et antiquités castraises (lire en ligne, volume 1) (volume 2), (volume 3), (volume 4).
- 1834 : Notice biographique et littéraire sur Mme Éléonore de Labouïsse-Rochefort.
- 1853 : Mes primes.
- 1855 : L'Empire.
- 1856 : 
  - Le Retour des Braves
  - La Naissance d'un prince
  - Le 15 août
  - La Paix
  - La Table.